# 浦和センチュリーシティ

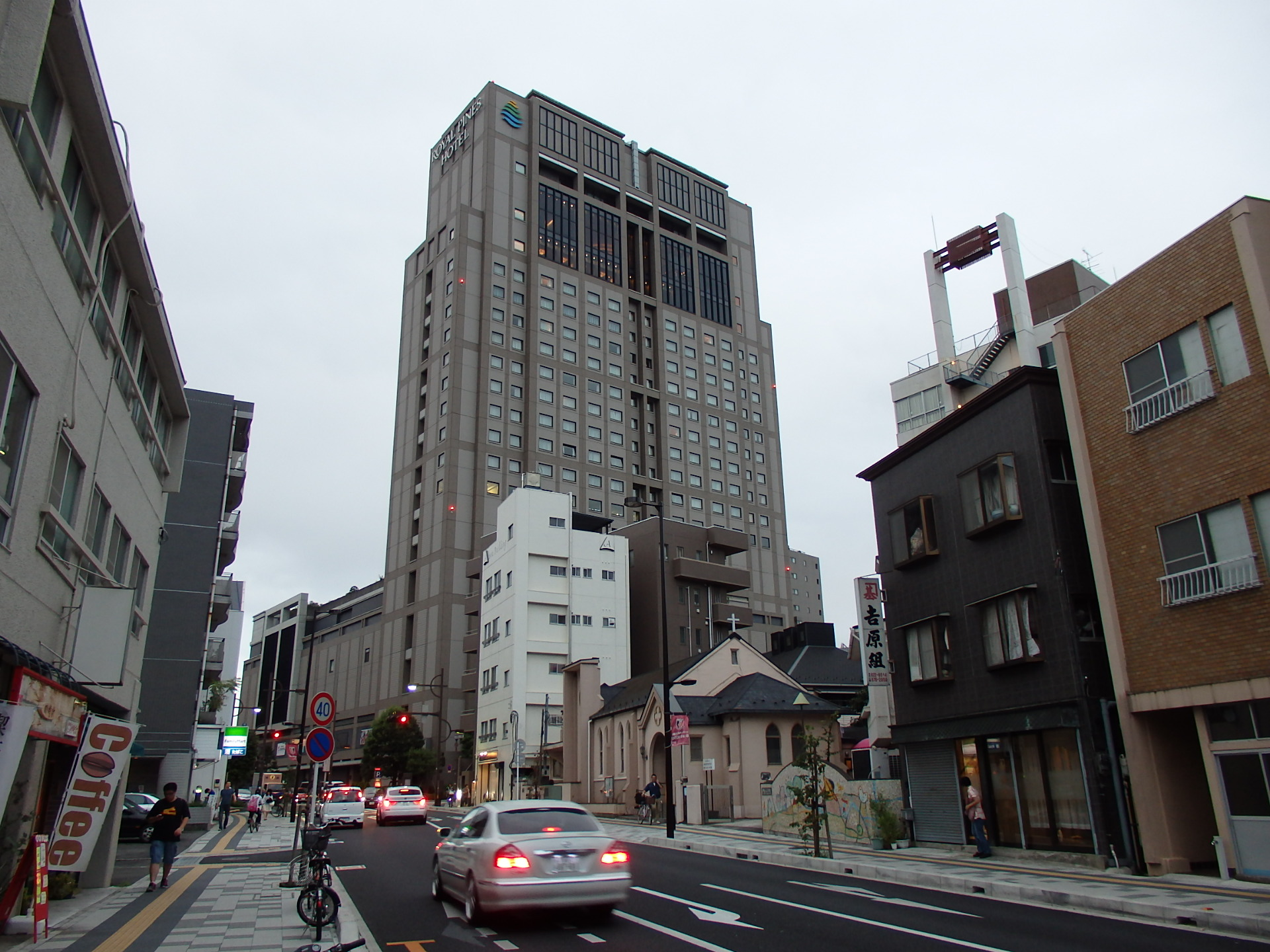
市役所通り側より

浦和センチュリーシティ（うらわセンチュリーシティ）は、埼玉県さいたま市浦和区に所在する建築物である。
ロイヤルパインズホテル浦和（テナントによみうりカルチャー浦和）・うらわ美術館が入居し、浦和のランドマーク的な存在である。高さは97 m。

## 概要
1976年（昭和51年）に常盤6丁目に移転した浦和市役所庁舎跡地の再開発により、松下興産と浦和市の共同建築により1999年（平成11年）8月に竣工した。建物のほとんどが松下興産が出店したロイヤルパインズホテル浦和で占められているが、駐車場とうらわ美術館などは浦和市（さいたま市）が区分所有している。浦和駅周辺では最初の超高層建築物である。また、パインズホテルは北関東で最高層のホテルとなっている。
商店など隣接地の用地買収に時間を要し、着工する1996年（平成8年）までの間は市営の平面駐車場として暫定利用されていた。

## 沿革
- 1996年（平成8年）11月 - 着工。
- 1999年（平成11年）8月 - 竣工。

## アクセス
- JR東日本各線「浦和駅」から徒歩7分。